# Bild
Bild (Більд, дослівно з німецької — малюнок, зображення) — найбільша німецька щоденна провокаційна, ілюстрована газета-таблоїд, яку друкує видавництво Axel Springer Verlag. Перший випуск газети вийшов 24 червня 1952 загальним тиражем 455.000 примірників, мав чотири сторінки і поширювався безкоштовно. Щоденний наклад — близько 3,4 мільйона примірників, з яких продається в середньому близько 2,66 мільйона. Належить медіа-концерну Axel Springer SE. У Німеччині називається «бульварною» і є яскравим представником німецькомовної жовтої преси.

## Історія

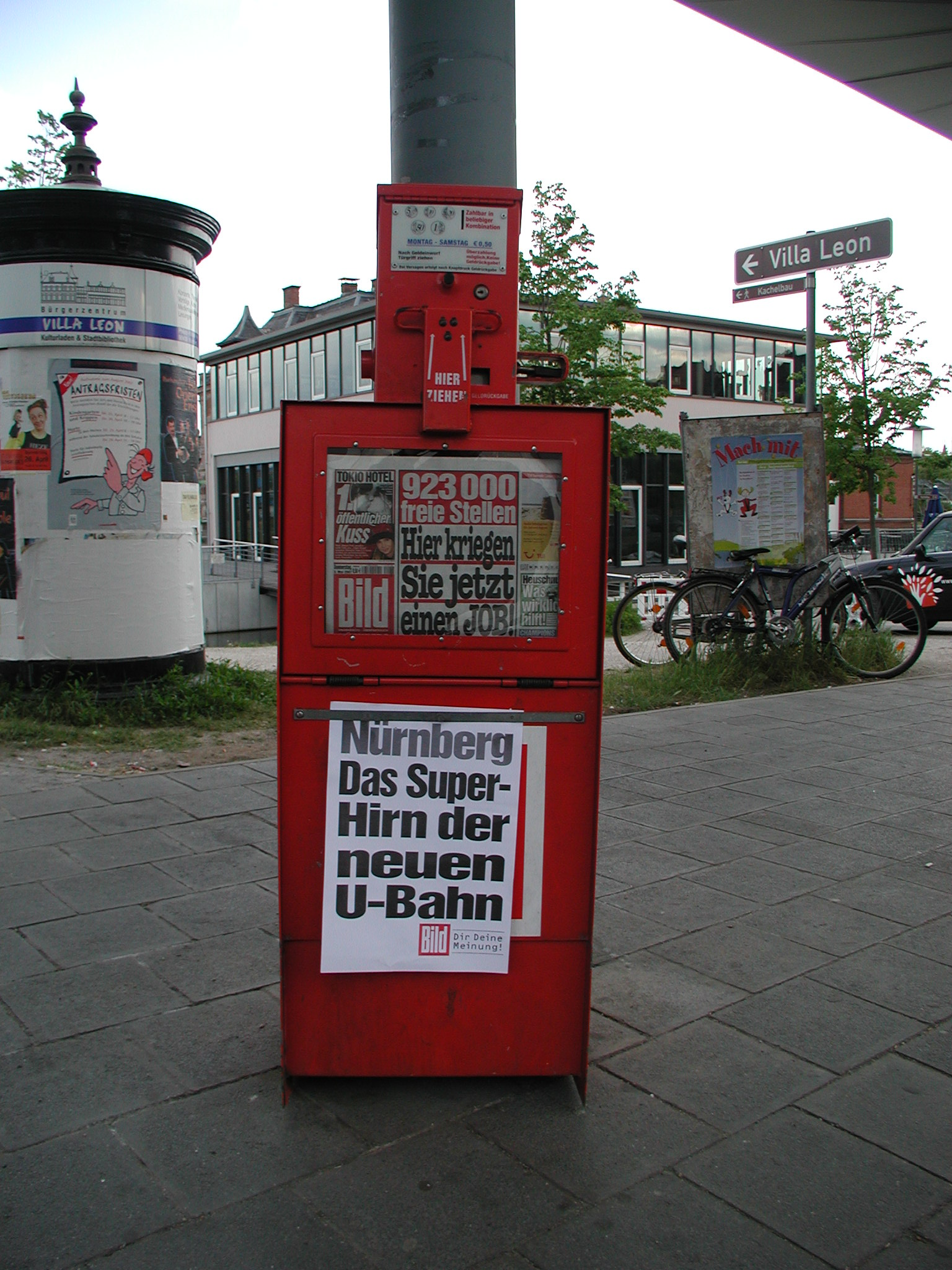
Автомат з продажу газети Bild в Нюрнберзі (2007)

Стиль газети створений німецьким журналістом Акселем Шпрінгером за зразком «бульварної преси» Великої Британії, з якою він познайомився в Гамбурзі під час перебування там Британських Збройних Сил після Другої світової війни.
Перший випуск газети вийшов 24 червня 1952 загальним накладом 455 тис. примірників, мав чотири сторінки і поширювався безкоштовно (пізніше ціна була встановлена в 10 пфенігів, зараз газета у великих містах коштує 0,70 €). Перший великий заголовок звучав: «Кордон близько Гельмштедт гарантується!» (мається на увазі кордон з НДР). Спочатку підписки на газету не існувало, але в даний час можна підписатися як на традиційну «паперову», так і на електронну версію видання. Щоденний наклад — близько 3,4 мільйона примірників, з яких продається в середньому близько 2,66 мільйона (майже 33 тисячі з цієї кількості — в безпаперовому форматі — через інтернет), за передплатою розповсюджується близько 82,3 тис. примірників (з них близько 6,87 тисяч — підписка на електронну версію).

## Ідеологія
В епоху ФРН видання дотримувалося правих поглядів (підтримка політики США, диктатур в Греції і ПАР, капіталізму, ідеї про возз'єднання Німеччини), негативно оцінюючи НДР і прихильників лівих і соціал-демократичних ідей. До кінця 2010-х до списку ворогів додалися уряд Ангели Меркель (як символ деполітизації німецької політики), а також крайні праві (Альтернатива для Німеччини), за оцінкою The Guardian.
Газета підтримує тісні стосунки з політичною елітою Німеччини. Разом з тим газета як в минулому, так і в сьогоденні поляризує німецьке суспільство на своїх прихильників і супротивників, в 1960-х і 2010-х роках видання особливо радикалізувалось.

## Електронна версія газети
Офіційний сайт газети: http://www.bild.de/ [Архівовано 17 травня 2006 у Wayback Machine.]:
- Прив'язка до соц. мережі «Facebook»;
- 297 млн відвідувачів;
- Головний Редактор Джуліан Reichelt;
- Bildmobil.

## Цільова аудиторія
- 58 % чоловіків;
- 67 % користувачів від 20 до 49 років;
- 43 % мають високий рівень освіти (мін. Висока / середня школа);
- 62 % мають чистий сімейний дохід € 2,000 і більше.

## Bildmobil
Інтернет-пропозиція: BILDmobil Startset на основі карт попередньої оплати (prepaid card). З покупкою цієї пропозиції користувачі отримували sim-карту для стільникового зв'язку і безкоштовний доступ до мобільного порталу BILD зі свого телефону. Тобто BILD почала свій власний бізнес у сфері телекомунікації, користуючись купленим мобільним сервісом; вийшло щось на зразок приватної марки продукту в мережі гіпермаркетів.